# Liste des monuments historiques de la Lozère
Cet article recense les monuments historiques de la Lozère, en France.

## Statistiques
Au 21 juillet 2025, la Lozère compte 205 édifices comportant au moins une protection au titre des monuments historiques, dont 51 sont classés et 161 sont inscrits. Le total des monuments classés et inscrits est supérieur au nombre total de monuments protégés car plusieurs d'entre eux sont à la fois classés et inscrits.

## Liste
Du fait du nombre élevé d'édifices protégés à Mende, la ville fait l'objet d'une liste séparée : voir la liste des monuments historiques de Mende.
| Monument                                                           | Commune                    | Adresse                                                                  | Coordonnées                      | Notice         | Protection     | Date            | Illustration                                                       |
| ------------------------------------------------------------------ | -------------------------- | ------------------------------------------------------------------------ | -------------------------------- | -------------- | -------------- | --------------- | ------------------------------------------------------------------ |
| Château de Villaret                                                | Allenc                     |                                                                          | 44° 31′ 27″ nord, 3° 40′ 40″ est | « PA00103781 » | Inscrit        | 1979            | Château de Villaret                                                |
| Église Saint-Pierre d'Allenc                                       | Allenc                     |                                                                          | 44° 32′ 30″ nord, 3° 39′ 43″ est | « PA00103782 » | Classé         | 1931            | Église Saint-Pierre d'Allenc                                       |
| Château du Champ                                                   | Altier                     |                                                                          | 44° 28′ 15″ nord, 3° 51′ 04″ est | « PA00103783 » | Inscrit        | 1965            | Château du Champ                                                   |
| Croix d'Arzenc-de-Randon                                           | Arzenc-de-Randon           | D3                                                                       | 44° 39′ 39″ nord, 3° 37′ 53″ est | « PA00103784 » | Inscrit        | 1926            | Image manquante Téléverser                                         |
| Croix de Briges                                                    | Auroux                     |                                                                          | 44° 46′ 27″ nord, 3° 45′ 15″ est | « PA00103785 » | Inscrit        | 1926            | Croix de Briges                                                    |
| Dolmen de Chamgefège                                               | Balsièges                  |                                                                          | 44° 29′ 50″ nord, 3° 26′ 40″ est | « PA00103786 » | Classé         | 1889            | Dolmen de Chamgefège                                               |
| Pont de Montferrand                                                | Banassac                   |                                                                          | 44° 27′ 08″ nord, 3° 11′ 38″ est | « PA00103787 » | Inscrit        | 1935            | Pont de Montferrand                                                |
| Église Saint-Vincent de Canilhac                                   | Banassac-Canilhac          | Canilhac                                                                 | 44° 25′ 27″ nord, 3° 09′ 01″ est | « PA48000022 » | Inscrit        | 2017            | Église Saint-Vincent de Canilhac                                   |
| Église Notre-Dame-de-l'Assomption de Barre-des-Cévennes            | Barre-des-Cévennes         |                                                                          | 44° 14′ 41″ nord, 3° 39′ 16″ est | « PA00103788 » | Classé         | 1931            | Église Notre-Dame-de-l'Assomption de Barre-des-Cévennes            |
| Église Saint-Laurent de Puylaurent                                 | La Bastide-Puylaurent      |                                                                          | 44° 32′ 11″ nord, 3° 52′ 42″ est | « PA00103789 » | Inscrit        | 1976            | Église Saint-Laurent de Puylaurent                                 |
| Manoir d'Issenges                                                  | Bédouès                    |                                                                          | 44° 22′ 00″ nord, 3° 34′ 54″ est | « PA00103942 » | Inscrit        | 1992            | Manoir d'Issenges                                                  |
| Château de Miral                                                   | Bédouès                    |                                                                          | 44° 21′ 22″ nord, 3° 38′ 28″ est | « PA00103790 » | Inscrit        | 1984            | Château de Miral                                                   |
| Menhirs de la Can d'Issenges                                       | Bédouès                    |                                                                          | 44° 22′ 19″ nord, 3° 35′ 04″ est | « PA00103791 » | Inscrit        | 1941            | Image manquante Téléverser                                         |
| Chapelle de Saint-Jean-du-Bleymard                                 | Le Bleymard                | route de Mende                                                           | 44° 29′ 42″ nord, 3° 43′ 41″ est | « PA00103792 » | Classé         | 1979            | Chapelle de Saint-Jean-du-Bleymard                                 |
| Maison Peytavin                                                    | Le Bleymard                |                                                                          | 44° 29′ 11″ nord, 3° 44′ 01″ est | « PA48000003 » | Inscrit        | 1997            | Image manquante Téléverser                                         |
| Menhir de Colobrières                                              | Les Bondons                |                                                                          | 44° 24′ 05″ nord, 3° 38′ 01″ est | « PA00103795 » | Inscrit        | 1941            | Menhir de Colobrières                                              |
| Menhirs de la colline de Treimes                                   | Les Bondons                |                                                                          | 44° 23′ 38″ nord, 3° 39′ 40″ est | « PA00103794 » | Inscrit        | 1941            | Menhirs de la colline de Treimes                                   |
| Menhirs de la Fage (premier groupe)                                | Les Bondons                |                                                                          | 44° 24′ 38″ nord, 3° 34′ 37″ est | « PA00103796 » | Inscrit        | 1941            | Menhirs de la Fage (premier groupe)                                |
| Menhirs de la Fage (deuxième groupe)                               | Les Bondons                |                                                                          | 44° 24′ 51″ nord, 3° 35′ 44″ est | « PA00103797 » | Inscrit        | 1941            | Menhirs de la Fage (deuxième groupe)                               |
| Menhirs de la Maisonnette                                          | Les Bondons                |                                                                          | 44° 24′ 36″ nord, 3° 37′ 53″ est | « PA00103798 » | Inscrit        | 1941            | Image manquante Téléverser                                         |
| Menhirs de Montmirat                                               | Les Bondons                |                                                                          | à géolocaliser                   | « PA00103799 » | Inscrit        | 1941            | Image manquante Téléverser                                         |
| Cham des Bondons (Menhirs de la Veissière)                         | Les Bondons                | La Veissière                                                             | 44° 23′ 38″ nord, 3° 38′ 56″ est | « PA00103793 » | Inscrit        | 1941            | Cham des Bondons (Menhirs de la Veissière)                         |
| Croix du Born (1739)                                               | Le Born                    | Place de la Chape                                                        | 44° 33′ 38″ nord, 3° 33′ 43″ est | « PA00103801 » | Inscrit        | 1926            | Image manquante Téléverser                                         |
| Croix du Born (1773)                                               | Le Born                    |                                                                          | 44° 33′ 34″ nord, 3° 33′ 38″ est | « PA00103802 » | Inscrit        | 1926            | Image manquante Téléverser                                         |
| Église Saint-Nicolas du Pin                                        | Bourgs sur Colagne         |                                                                          | 44° 30′ 26″ nord, 3° 13′ 24″ est | « PA00103885 » | Inscrit        | 1986            | Église Saint-Nicolas du Pin                                        |
| Monastère Saint-Sauveur-de-Chirac                                  | Bourgs sur Colagne         |                                                                          | 44° 31′ 01″ nord, 3° 15′ 21″ est | « PA00103886 » | Classé         | 1931            | Monastère Saint-Sauveur-de-Chirac                                  |
| Chapelle Saint-Frézal de La Canourgue                              | La Canourgue               |                                                                          | 44° 25′ 45″ nord, 3° 13′ 35″ est | « PA00103803 » | Inscrit        | 1984            | Chapelle Saint-Frézal de La Canourgue                              |
| Château de Montjézieu                                              | La Canourgue               |                                                                          | 44° 28′ 55″ nord, 3° 12′ 23″ est | « PA00103804 » | Inscrit        | 1971            | Château de Montjézieu                                              |
| Collégiale Saint-Martin de La Canourgue                            | La Canourgue               |                                                                          | 44° 25′ 59″ nord, 3° 12′ 57″ est | « PA00103806 » | Classé         | 1929            | Collégiale Saint-Martin de La Canourgue                            |
| Dolmen de Chardonnet                                               | La Canourgue               | Les Cailloux                                                             | 44° 27′ 05″ nord, 3° 15′ 37″ est | « PA00103805 » | Classé         | 1889            | Dolmen de Chardonnet                                               |
| Église Saint-Martin de La Capelle                                  | La Canourgue               |                                                                          | 44° 23′ 26″ nord, 3° 18′ 19″ est | « PA00103807 » | Classé         | 1932            | Église Saint-Martin de La Capelle                                  |
| Maison                                                             | La Canourgue               | Rue de la Ville                                                          | 44° 25′ 57″ nord, 3° 12′ 54″ est | « PA00103808 » | Inscrit        | 1931            | Maison                                                             |
| Maisons à pans de bois                                             | La Canourgue               | Place au Blé                                                             | 44° 25′ 58″ nord, 3° 12′ 56″ est | « PA00125497 » | Inscrit        | 1993            | Maisons à pans de bois                                             |
| Château du Fort                                                    | Chambon-le-Château         |                                                                          | 44° 52′ 30″ nord, 3° 39′ 12″ est | « PA00103809 » | Inscrit Classé | 1973 1984       | Château du Fort                                                    |
| Manoir de Chambon-le-Château                                       | Chambon-le-Château         |                                                                          | 44° 51′ 13″ nord, 3° 39′ 34″ est | « PA00103810 » | Inscrit        | 1976            | Image manquante Téléverser                                         |
| Château de Chanac                                                  | Chanac                     |                                                                          | 44° 27′ 58″ nord, 3° 20′ 50″ est | « PA00125498 » | Inscrit        | 1993            | Château de Chanac                                                  |
| Château de Ressouches                                              | Chanac                     |                                                                          | 44° 28′ 46″ nord, 3° 19′ 01″ est | « PA00103811 » | Inscrit        | 1992            | Château de Ressouches                                              |
| Église Saint-Jean-Baptiste de Chanac                               | Chanac                     |                                                                          | 44° 27′ 58″ nord, 3° 20′ 37″ est | « PA48000025 » | Inscrit        | 2019            | Église Saint-Jean-Baptiste de Chanac                               |
| Ensemble fortifié du Villard                                       | Chanac                     |                                                                          | 44° 28′ 53″ nord, 3° 17′ 54″ est | « PA00103812 » | Inscrit        | 1988            | Ensemble fortifié du Villard                                       |
| Église Saint-Blaise de Chasseradès                                 | Chasseradès                |                                                                          | 44° 33′ 05″ nord, 3° 49′ 30″ est | « PA00103813 » | Classé         | 1943            | Église Saint-Blaise de Chasseradès                                 |
| Église Saint-Jacques-le-Majeur de Chastanier                       | Chastanier                 |                                                                          | 44° 43′ 31″ nord, 3° 45′ 16″ est | « PA00103814 » | Inscrit        | 1932            | Image manquante Téléverser                                         |
| Cénotaphe de Bertrand du Guesclin                                  | Châteauneuf-de-Randon      |                                                                          | 44° 38′ 01″ nord, 3° 40′ 33″ est | « PA00103815 » | Classé         | 1911            | Cénotaphe de Bertrand du Guesclin                                  |
| Église Saint-Romain de Chirac                                      | Chirac                     |                                                                          | 44° 31′ 23″ nord, 3° 15′ 57″ est | « PA00103816 » | Classé         | 1922            | Église Saint-Romain de Chirac                                      |
| Temple du Collet-de-Dèze                                           | Le Collet-de-Dèze          |                                                                          | 44° 14′ 42″ nord, 3° 55′ 15″ est | « PA00103818 » | Inscrit        | 1984            | Temple du Collet-de-Dèze                                           |
| Voie romaine de Coudouloux                                         | Le Collet-de-Dèze          | Le Costenas Lou Castelas                                                 | 44° 17′ 30″ nord, 3° 56′ 09″ est | « PA00103817 » | Inscrit        | 1978            | Voie romaine de Coudouloux                                         |
| Château de Combettes                                               | Estables                   |                                                                          | 44° 41′ 44″ nord, 3° 29′ 06″ est | « PA48000010 » | Inscrit        | 2002            | Image manquante Téléverser                                         |
| Maison de la Congrégation de la Présentation de Bourg Saint-Andéol | Florac                     | 5 rue de l'Église                                                        | 44° 19′ 27″ nord, 3° 35′ 35″ est | « PA00103819 » | Classé         | 1999            | Maison de la Congrégation de la Présentation de Bourg Saint-Andéol |
| Église Saint-Jean-Baptiste de Fontans                              | Fontans                    |                                                                          | 44° 44′ 23″ nord, 3° 23′ 12″ est | « PA00103820 » | Inscrit        | 1986            | Église Saint-Jean-Baptiste de Fontans                              |
| Château de Fournels                                                | Fournels                   |                                                                          | 44° 49′ 07″ nord, 3° 07′ 22″ est | « PA00103821 » | Inscrit        | 1961            | Château de Fournels                                                |
| Ensemble d'architecture rurale                                     | Fraissinet-de-Lozère       |                                                                          | 44° 22′ 28″ nord, 3° 42′ 05″ est | « PA00103822 » | Inscrit        | 1983            | Image manquante Téléverser                                         |
| Château de Cougoussac                                              | Gabrias                    |                                                                          | 44° 34′ 06″ nord, 3° 22′ 48″ est | « PA00103823 » | Inscrit        | 1986            | Image manquante Téléverser                                         |
| Église Saint-Martin de Grandrieu                                   | Grandrieu                  |                                                                          | 44° 47′ 11″ nord, 3° 38′ 01″ est | « PA00103824 » | Classé         | 1930            | Église Saint-Martin de Grandrieu                                   |
| Église Saint-Frézal                                                | Grèzes                     |                                                                          | 44° 30′ 44″ nord, 3° 20′ 10″ est | « PA48000009 » | Inscrit        | 2001            | Église Saint-Frézal                                                |
| Croix du Buffre                                                    | Hures-la-Parade            | Hameau du Buffre                                                         | 44° 16′ 37″ nord, 3° 24′ 50″ est | « PA00132966 » | Inscrit        | 1984            | Croix du Buffre                                                    |
| Couvent des Ursulines d'Ispagnac                                   | Ispagnac                   |                                                                          | 44° 22′ 13″ nord, 3° 32′ 13″ est | « PA00103826 » | Inscrit        | 1950            | Couvent des Ursulines d'Ispagnac                                   |
| Église Saint-Pierre-et-Saint-Paul d'Ispagnac                       | Ispagnac                   |                                                                          | 44° 22′ 12″ nord, 3° 32′ 07″ est | « PA00103825 » | Classé         | 1920            | Église Saint-Pierre-et-Saint-Paul d'Ispagnac                       |
| Anderitum                                                          | Javols                     |                                                                          | 44° 41′ 42″ nord, 3° 20′ 36″ est | « PA00103827 » | Inscrit        | 1954            | Anderitum                                                          |
| Église Saint-Gervais-Saint-Protais de Langogne                     | Langogne                   |                                                                          | 44° 43′ 38″ nord, 3° 51′ 19″ est | « PA00103828 » | Classé         | 1840            | Église Saint-Gervais-Saint-Protais de Langogne                     |
| Filature des Calquières                                            | Langogne                   | 23 rue des Calquières                                                    | 44° 43′ 31″ nord, 3° 51′ 21″ est | « PA00132615 » | Inscrit        | 1994            | Filature des Calquières                                            |
| Halles de Langogne                                                 | Langogne                   |                                                                          | 44° 43′ 35″ nord, 3° 51′ 17″ est | « PA00103829 » | Inscrit        | 1942            | Halles de Langogne                                                 |
| Monument aux morts de Langogne                                     | Langogne                   |                                                                          | 44° 43′ 34″ nord, 3° 51′ 18″ est | « PA48000023 » | Inscrit        | 18 octobre 2018 | Image manquante Téléverser                                         |
| Château du Boy                                                     | Lanuéjols                  |                                                                          | 44° 29′ 31″ nord, 3° 33′ 43″ est | « PA00103831 » | Inscrit        | 1943            | Château du Boy                                                     |
| Croix de Vitrolles                                                 | Lanuéjols                  |                                                                          | 44° 30′ 04″ nord, 3° 35′ 49″ est | « PA00103830 » | Inscrit        | 1926            | Croix de Vitrolles                                                 |
| Église Saint-Pierre de Lanuéjols                                   | Lanuéjols                  |                                                                          | 44° 30′ 02″ nord, 3° 34′ 25″ est | « PA00103832 » | Classé         | 1929            | Église Saint-Pierre de Lanuéjols                                   |
| Mausolée de Lanuéjols                                              | Lanuéjols                  |                                                                          | 44° 30′ 00″ nord, 3° 34′ 23″ est | « PA00103833 » | Classé         | 1840            | Mausolée de Lanuéjols                                              |
| Ferme de la Chaze                                                  | Les Laubies                |                                                                          | 44° 41′ 50″ nord, 3° 28′ 09″ est | « PA00103834 » | Inscrit        | 1978            | Image manquante Téléverser                                         |
| Croix de Laval-Atger                                               | Laval-Atger                |                                                                          | 44° 48′ 23″ nord, 3° 41′ 05″ est | « PA00103835 » | Inscrit        | 1939            | Image manquante Téléverser                                         |
| Église Saint-Privat de Laval-Atger                                 | Laval-Atger                |                                                                          | 44° 48′ 23″ nord, 3° 41′ 05″ est | « PA00103836 » | Inscrit        | 1939            | Image manquante Téléverser                                         |
| Château de la Caze                                                 | Laval-du-Tarn              |                                                                          | 44° 20′ 07″ nord, 3° 21′ 33″ est | « PA00103837 » | Inscrit Classé | 1988 1992       | Château de la Caze                                                 |
| Château de Grandlac                                                | Laval-du-Tarn              |                                                                          | 44° 24′ 22″ nord, 3° 19′ 40″ est | « PA48000005 » | Inscrit        | 1998            | Château de Grandlac                                                |
| Ensemble mégalithique de l'Aire des Trois-Seigneurs                | Laval-du-Tarn              |                                                                          | 44° 24′ 43″ nord, 3° 23′ 13″ est | « PA00103940 » | Inscrit        | 1990            | Ensemble mégalithique de l'Aire des Trois-Seigneurs                |
| Château de Luc                                                     | Luc                        |                                                                          | 44° 39′ 09″ nord, 3° 53′ 21″ est | « PA00103838 » | Inscrit        | 1986            | Château de Luc                                                     |
| Église Saint-Pierre de Luc                                         | Luc                        |                                                                          | 44° 38′ 52″ nord, 3° 53′ 29″ est | « PA00103839 » | Inscrit        | 1931            | Église Saint-Pierre de Luc                                         |
| Église Saint-Jean-Baptiste de La Malène                            | La Malène                  |                                                                          | 44° 18′ 05″ nord, 3° 19′ 10″ est | « PA00103840 » | Classé         | 1928            | Église Saint-Jean-Baptiste de La Malène                            |
| Couvent des Ursulines du Malzieu-Ville                             | Le Malzieu-Ville           |                                                                          | 44° 51′ 22″ nord, 3° 19′ 49″ est | « PA00103845 » | Inscrit        | 1963            | Couvent des Ursulines du Malzieu-Ville                             |
| Immeuble                                                           | Le Malzieu-Ville           | Place du Marché Rue Florit                                               | 44° 51′ 22″ nord, 3° 19′ 53″ est | « PA00103842 » | Inscrit        | 1974            | Immeuble                                                           |
| Immeuble                                                           | Le Malzieu-Ville           | Rue Florit                                                               | 44° 51′ 21″ nord, 3° 19′ 51″ est | « PA00103841 » | Inscrit        | 1973            | Image manquante Téléverser                                         |
| Maison                                                             | Le Malzieu-Ville           | Place du Marché                                                          | 44° 51′ 21″ nord, 3° 19′ 52″ est | « PA00103843 » | Inscrit        | 1973            | Maison                                                             |
| Maison Lestang                                                     | Le Malzieu-Ville           |                                                                          | 44° 51′ 22″ nord, 3° 19′ 54″ est | « PA00103844 » | Inscrit        | 1963            | Maison Lestang                                                     |
| Porte Haute                                                        | Le Malzieu-Ville           |                                                                          | 44° 51′ 22″ nord, 3° 19′ 55″ est | « PA00103847 » | Inscrit        | 1950            | Porte Haute                                                        |
| Porte de ville                                                     | Le Malzieu-Ville           |                                                                          | 44° 51′ 21″ nord, 3° 19′ 49″ est | « PA00103846 » | Inscrit        | 1963            | Image manquante Téléverser                                         |
| Remparts du Malzieu-Ville                                          | Le Malzieu-Ville           |                                                                          | 44° 51′ 20″ nord, 3° 19′ 55″ est | « PA00103848 » | Inscrit        | 1963            | Remparts du Malzieu-Ville                                          |
| Château de Saint-Lambert                                           | Marvejols                  |                                                                          | 44° 32′ 52″ nord, 3° 17′ 21″ est | « PA48000014 » | Inscrit        | 2010            | Château de Saint-Lambert                                           |
| Collégiale Notre-Dame-de-la-Carce                                  | Marvejols                  |                                                                          | 44° 33′ 14″ nord, 3° 17′ 19″ est | « PA00103850 » | Inscrit        | 1987            | Collégiale Notre-Dame-de-la-Carce                                  |
| Dolmen                                                             | Marvejols                  |                                                                          | 44° 33′ 41″ nord, 3° 18′ 21″ est | « PA00103849 » | Classé         | 1889            | Image manquante Téléverser                                         |
| Hôtel de Rouvière                                                  | Marvejols                  | 9 rue Jules-Daudé                                                        | 44° 33′ 11″ nord, 3° 17′ 28″ est | « PA48000011 » | Classé         | 2006            | Hôtel de Rouvière                                                  |
| Immeuble                                                           | Marvejols                  | 9 rue Théodore-Jean                                                      | 44° 33′ 07″ nord, 3° 17′ 25″ est | « PA00103851 » | Classé Inscrit | 1984            | Immeuble                                                           |
| Porte de Chanelles                                                 | Marvejols                  |                                                                          | 44° 33′ 06″ nord, 3° 17′ 24″ est | « PA00103852 » | Inscrit        | 1925            | Porte de Chanelles                                                 |
| Porte de Soubeyran                                                 | Marvejols                  |                                                                          | 44° 33′ 16″ nord, 3° 17′ 27″ est | « PA00103853 » | Inscrit        | 1925            | Porte de Soubeyran                                                 |
| Porte du Thérond                                                   | Marvejols                  |                                                                          | 44° 33′ 06″ nord, 3° 17′ 30″ est | « PA00103854 » | Inscrit        | 1925            | Porte du Thérond                                                   |
| Site mégalithique du plateau de Poujoulet                          | Marvejols                  |                                                                          | 44° 33′ 41″ nord, 3° 18′ 21″ est | « PA00103937 » | Inscrit        | 1990            | Site mégalithique du plateau de Poujoulet                          |
| Clocher de tourmente de Serviès                                    | Mas-d'Orcières             |                                                                          | 44° 27′ 45″ nord, 3° 41′ 26″ est | « PA00103943 » | Inscrit        | 1992            | Clocher de tourmente de Serviès                                    |
| Dolmen du Buisson                                                  | Mas-Saint-Chély            | Lou Buisson                                                              | 44° 19′ 50″ nord, 3° 25′ 36″ est | « PA00103855 » | Classé         | 1977            | Image manquante Téléverser                                         |
| Ferme du Massegros                                                 | Le Massegros               |                                                                          | 44° 18′ 34″ nord, 3° 10′ 29″ est | « PA48000001 » | Inscrit        | 1996            | Image manquante Téléverser                                         |
| Château de Roquedols                                               | Meyrueis                   |                                                                          | 44° 09′ 43″ nord, 3° 26′ 20″ est | « PA48000015 » | Inscrit        | 2012            | Château de Roquedols                                               |
| Maison du Viguier                                                  | Meyrueis                   | Rue de la Ville                                                          | 44° 10′ 42″ nord, 3° 25′ 42″ est | « PA00103883 » | Inscrit        | 1973            | Maison du Viguier                                                  |
| Temple protestant de Meyrueis                                      | Meyrueis                   |                                                                          | 44° 10′ 43″ nord, 3° 25′ 52″ est | « PA48000013 » | Inscrit        | 2008            | Temple protestant de Meyrueis                                      |
| Église Notre-Dame-de-Valfrancesque                                 | Moissac-Vallée-Française   |                                                                          | 44° 09′ 56″ nord, 3° 46′ 06″ est | « PA00103884 » | Classé         | 1929            | Église Notre-Dame-de-Valfrancesque                                 |
| Ancienne église Notre-Dame de Molezon                              | Molezon                    |                                                                          | 44° 12′ 39″ nord, 3° 40′ 27″ est | « PA48000016 » | Inscrit        | 2012            | Ancienne église Notre-Dame de Molezon                              |
| Domaine du Mazel                                                   | Molezon                    |                                                                          | 44° 12′ 48″ nord, 3° 40′ 47″ est | « PA48000020 » | Inscrit        | 2013            | Image manquante Téléverser                                         |
| Site mégalithique du plateau de Poujoulet                          | Montrodat                  |                                                                          | 44° 34′ 06″ nord, 3° 18′ 52″ est | « PA00103938 » | Inscrit        | 1990            | Site mégalithique du plateau de Poujoulet                          |
| Église Sainte-Marie de Nasbinals                                   | Nasbinals                  |                                                                          | 44° 39′ 44″ nord, 3° 02′ 47″ est | « PA00103887 » | Classé         | 1921            | Église Sainte-Marie de Nasbinals                                   |
| Château abbatial de Naussac                                        | Naussac                    |                                                                          | 44° 43′ 44″ nord, 3° 50′ 18″ est | « PA00103888 » | Inscrit        | 1979            | Image manquante Téléverser                                         |
| Croix de Pelouse                                                   | Pelouse                    |                                                                          | 44° 34′ 00″ nord, 3° 37′ 00″ est | « PA00103889 » | Inscrit        | 1926            | Image manquante Téléverser                                         |
| Dolmen de la Rouvière                                              | Pelouse                    |                                                                          | 44° 32′ 18″ nord, 3° 34′ 49″ est | « PA00103890 » | Classé         | 1889            | Image manquante Téléverser                                         |
| Église Notre-Dame de La Rouvière                                   | Pelouse                    |                                                                          | 44° 32′ 40″ nord, 3° 35′ 20″ est | « PA00103891 » | Classé         | 1973            | Église Notre-Dame de La Rouvière                                   |
| Chapelle des Beaumes                                               | Pied-de-Borne              |                                                                          | 44° 31′ 18″ nord, 3° 58′ 37″ est | « PA00103892 » | Inscrit        | 1987            | Image manquante Téléverser                                         |
| Chapelle de la Madeleine de Pied-de-Borne                          | Pied-de-Borne              |                                                                          | 44° 28′ 46″ nord, 3° 59′ 13″ est | « PA00103893 » | Inscrit        | 1987            | Chapelle de la Madeleine de Pied-de-Borne                          |
| Église Saint-Flour du Pompidou                                     | Le Pompidou                |                                                                          | 44° 11′ 43″ nord, 3° 39′ 15″ est | « PA00103894 » | Classé         | 2003            | Image manquante Téléverser                                         |
| Château de Grizac                                                  | Le Pont-de-Montvert        |                                                                          | 44° 20′ 30″ nord, 3° 41′ 51″ est | « PA00103895 » | Classé Inscrit | 1984            | Château de Grizac                                                  |
| Pont de Montvert                                                   | Le Pont-de-Montvert        |                                                                          | 44° 21′ 47″ nord, 3° 44′ 36″ est | « PA00103896 » | Inscrit        | 1950            | Pont de Montvert                                                   |
| Château de Castanet                                                | Pourcharesses              | Lou Chastel                                                              | 44° 27′ 01″ nord, 3° 53′ 54″ est | « PA00103897 » | Inscrit        | 1964            | Château de Castanet                                                |
| Château de La Garde-Guérin                                         | Prévenchères               |                                                                          | 44° 28′ 41″ nord, 3° 56′ 05″ est | « PA00103898 » | Classé         | 1929            | Château de La Garde-Guérin                                         |
| Château du Roure                                                   | Prévenchères               |                                                                          | 44° 29′ 44″ nord, 3° 56′ 48″ est | « PA00103899 » | Classé         | 1975            | Château du Roure                                                   |
| Église Saint-Michel de La Garde-Guérin                             | Prévenchères               |                                                                          | 44° 28′ 40″ nord, 3° 56′ 08″ est | « PA00103901 » | Classé         | 1928            | Église Saint-Michel de La Garde-Guérin                             |
| Église Saint-Pierre-et-Saint-Paul de Prévenchères                  | Prévenchères               |                                                                          | 44° 31′ 17″ nord, 3° 54′ 34″ est | « PA00103900 » | Classé         | 1931            | Église Saint-Pierre-et-Saint-Paul de Prévenchères                  |
| Maison                                                             | Prévenchères               |                                                                          | 44° 31′ 15″ nord, 3° 54′ 35″ est | « PA00103902 » | Inscrit        | 1942            | Maison                                                             |
| Prieuré de Prévenchères                                            | Prévenchères               |                                                                          | 44° 31′ 18″ nord, 3° 54′ 33″ est | « PA00103903 » | Inscrit        | 1931            | Image manquante Téléverser                                         |
| Château de la Baume                                                | Prinsuéjols                |                                                                          | 44° 38′ 58″ nord, 3° 11′ 37″ est | « PA00103904 » | Inscrit Classé | 1963 1975       | Château de la Baume                                                |
| Château d'Apcher                                                   | Prunières                  |                                                                          | 44° 48′ 59″ nord, 3° 19′ 20″ est | « PA00103906 » | Classé Inscrit | 1983 2013       | Château d'Apcher                                                   |
| Église Saint-Caprais de Prunières                                  | Prunières                  |                                                                          | 44° 49′ 36″ nord, 3° 20′ 35″ est | « PA00103905 » | Classé         | 1920            | Église Saint-Caprais de Prunières                                  |
| Collégiale Notre-Dame de Quézac                                    | Quézac                     |                                                                          | 44° 22′ 08″ nord, 3° 31′ 29″ est | « PA00103907 » | Classé Inscrit | 1930 2017       | Collégiale Notre-Dame de Quézac                                    |
| Pont de Quézac                                                     | Quézac                     |                                                                          | 44° 22′ 26″ nord, 3° 31′ 32″ est | « PA00103908 » | Classé         | 1931            | Pont de Quézac                                                     |
| Château de Combettes                                               | Ribennes                   |                                                                          | 44° 39′ 23″ nord, 3° 21′ 50″ est | « PA48000004 » | Inscrit        | 1998            | Image manquante Téléverser                                         |
| Monastère Saint-Sauveur du Rozier                                  | Le Rozier                  |                                                                          | 44° 11′ 30″ nord, 3° 12′ 24″ est | « PA00103909 » | Inscrit        | 1960            | Monastère Saint-Sauveur du Rozier                                  |
| Château de Saint-Alban                                             | Saint-Alban-sur-Limagnole  |                                                                          | 44° 46′ 54″ nord, 3° 23′ 21″ est | « PA00103910 » | Classé         | 1942            | Château de Saint-Alban                                             |
| Église Saint-Alban de Saint-Alban-sur-Limagnole                    | Saint-Alban-sur-Limagnole  |                                                                          | 44° 46′ 52″ nord, 3° 23′ 15″ est | « PA00103911 » | Inscrit        | 1985            | Église Saint-Alban de Saint-Alban-sur-Limagnole                    |
| Église Saint-Bonnet des Bories                                     | Saint-Bonnet-de-Chirac     |                                                                          | 44° 30′ 31″ nord, 3° 16′ 44″ est | « PA48000006 » | Inscrit        | 1999            | Église Saint-Bonnet des Bories                                     |
| Château de Condres                                                 | Saint-Bonnet-de-Montauroux |                                                                          | 44° 49′ 17″ nord, 3° 44′ 45″ est | « PA00103912 » | Classé         | 1975 2011       | Image manquante Téléverser                                         |
| Croix de Saint-Bonnet-de-Montauroux                                | Saint-Bonnet-de-Montauroux |                                                                          | 44° 48′ 57″ nord, 3° 43′ 12″ est | « PA00103913 » | Inscrit        | 1926            | Image manquante Téléverser                                         |
| Viaduc de Chapeauroux                                              | Saint-Bonnet-de-Montauroux |                                                                          | 44° 50′ 23″ nord, 3° 44′ 05″ est | « PA00103914 » | Inscrit        | 1984            | Viaduc de Chapeauroux                                              |
| Croix des Anglais                                                  | Saint-Chély-d'Apcher       |                                                                          | 44° 48′ 50″ nord, 3° 16′ 21″ est | « PA00103915 » | Inscrit        | 1926            | Croix des Anglais                                                  |
| Chapelle Notre-Dame-de-Cénaret de Saint-Chély-du-Tarn              | Sainte-Enimie              |                                                                          | 44° 20′ 06″ nord, 3° 23′ 02″ est | « PA00103917 » | Inscrit        | 1987            | Chapelle Notre-Dame-de-Cénaret de Saint-Chély-du-Tarn              |
| Château de Prades                                                  | Sainte-Enimie              |                                                                          | 44° 21′ 02″ nord, 3° 27′ 33″ est | « PA00103918 » | Inscrit        | 2009            | Château de Prades                                                  |
| Croix de Champerboux                                               | Sainte-Enimie              |                                                                          | 44° 24′ 35″ nord, 3° 24′ 39″ est | « PA00103919 » | Inscrit        | 1926            | Croix de Champerboux                                               |
| Église Notre-Dame-de-l'Assomption de Saint-Chély-du-Tarn           | Sainte-Enimie              |                                                                          | 44° 20′ 12″ nord, 3° 23′ 01″ est | « PA00103922 » | Classé         | 1984            | Église Notre-Dame-de-l'Assomption de Saint-Chély-du-Tarn           |
| Église Notre-Dame-du-Gourg de Sainte-Enimie                        | Sainte-Enimie              |                                                                          | 44° 21′ 57″ nord, 3° 24′ 40″ est | « PA00103921 » | Inscrit        | 1985            | Église Notre-Dame-du-Gourg de Sainte-Enimie                        |
| Ensemble mégalithique de l'Aire des Trois-Seigneurs                | Sainte-Enimie              |                                                                          | 44° 24′ 43″ nord, 3° 23′ 13″ est | « PA00103939 » | Inscrit        | 1990            | Ensemble mégalithique de l'Aire des Trois-Seigneurs                |
| Maison                                                             | Sainte-Enimie              | Rue de la Privadenche                                                    | 44° 21′ 59″ nord, 3° 24′ 40″ est | « PA00103920 » | Inscrit        | 1950            | Image manquante Téléverser                                         |
| Maison basse                                                       | Sainte-Enimie              | Rue de la Privadenche                                                    | 44° 21′ 59″ nord, 3° 24′ 40″ est | « PA00103923 » | Inscrit        | 1950            | Maison basse                                                       |
| Monastère de Sainte-Enimie                                         | Sainte-Enimie              |                                                                          | 44° 22′ 01″ nord, 3° 24′ 41″ est | « PA00103916 » | Classé         | 1932            | Monastère de Sainte-Enimie                                         |
| Croix de Sainte-Hélène                                             | Sainte-Hélène              | Place de l'Église                                                        | 44° 31′ 11″ nord, 3° 36′ 13″ est | « PA00103926 » | Inscrit        | 1926            | Image manquante Téléverser                                         |
| Ensemble patrimonial de Saint-Étienne-du-Valdonnez                 | Saint-Étienne-du-Valdonnez | Hameau de la Fage                                                        | 44° 26′ 01″ nord, 3° 35′ 44″ est | « PA00103944 » | Inscrit        | 1992            | Ensemble patrimonial de Saint-Étienne-du-Valdonnez                 |
| Église Saint-Frézal de Saint-Frézal-d'Albuges                      | Saint-Frézal-d'Albuges     |                                                                          | 44° 33′ 46″ nord, 3° 46′ 08″ est | « PA00103924 » | Classé         | 1984            | Église Saint-Frézal de Saint-Frézal-d'Albuges                      |
| Mas du Viala Ponsonnenc                                            | Saint-Frézal-de-Ventalon   |                                                                          | 44° 17′ 37″ nord, 3° 53′ 17″ est | « PA48000012 » | Inscrit        | 2007            | Image manquante Téléverser                                         |
| Église Saint-Germain de Saint-Germain-de-Calberte                  | Saint-Germain-de-Calberte  |                                                                          | 44° 13′ 06″ nord, 3° 48′ 33″ est | « PA00103925 » | Inscrit        | 1984            | Église Saint-Germain de Saint-Germain-de-Calberte                  |
| Château du Soulier                                                 | Saint-Hilaire-de-Lavit     |                                                                          | 44° 15′ 14″ nord, 3° 50′ 26″ est | « PA48000007 » | Inscrit        | 1999            | Image manquante Téléverser                                         |
| Croix de chemin de Saint-Juéry                                     | Saint-Juéry                |                                                                          | 44° 49′ 35″ nord, 3° 05′ 11″ est | « PA00103927 » | Classé         | 1910            | Image manquante Téléverser                                         |
| Croix de cimetière de Saint-Juéry                                  | Saint-Juéry                |                                                                          | 44° 49′ 39″ nord, 3° 05′ 11″ est | « PA00103928 » | Inscrit        | 1926            | Croix de cimetière de Saint-Juéry                                  |
| Clocher de tourmente d'Auriac                                      | Saint-Julien-du-Tournel    | Hameau d'Auriac                                                          | 44° 29′ 19″ nord, 3° 38′ 59″ est | « PA00103945 » | Inscrit        | 1992            | Clocher de tourmente d'Auriac                                      |
| Clocher de tourmente d'Oultet                                      | Saint-Julien-du-Tournel    | Hameau d'Oultet                                                          | 44° 29′ 11″ nord, 3° 40′ 10″ est | « PA00103946 » | Inscrit        | 1992            | Clocher de tourmente d'Oultet                                      |
| Clocher de tourmente des Sagnes                                    | Saint-Julien-du-Tournel    | Hameau des Sagnes                                                        | 44° 28′ 28″ nord, 3° 39′ 42″ est | « PA00103947 » | Inscrit        | 1992            | Clocher de tourmente des Sagnes                                    |
| Église Saint-Julien de Saint-Julien-du-Tournel                     | Saint-Julien-du-Tournel    |                                                                          | 44° 30′ 04″ nord, 3° 41′ 06″ est | « PA00103929 » | Classé         | 1931            | Église Saint-Julien de Saint-Julien-du-Tournel                     |
| Villa gallo-romaine de Saint-Martin-de-Lansuscle                   | Saint-Martin-de-Lansuscle  | Lous Courmiers Saint-Clément                                             | 44° 13′ 58″ nord, 3° 45′ 57″ est | « PA00103930 » | Inscrit        | 1977            | Villa gallo-romaine de Saint-Martin-de-Lansuscle                   |
| Gisement gallo-romain de Saint-Maurice-de-Ventalon                 | Saint-Maurice-de-Ventalon  | Beaume-de-Loup Combre Groze Lou Devez Croux des Plos Lou Prat Lou Chanet | 44° 18′ 41″ nord, 3° 48′ 56″ est | « PA00103931 » | Inscrit        | 1980            | Image manquante Téléverser                                         |
| Église Saint-Pierre de Saint-Pierre-des-Tripiers                   | Saint-Pierre-des-Tripiers  |                                                                          | 44° 13′ 34″ nord, 3° 16′ 23″ est | « PA00103932 » | Inscrit        | 1987            | Église Saint-Pierre de Saint-Pierre-des-Tripiers                   |
| Chapelle de Roc-Saint-Pierre                                       | Saint-Pierre-le-Vieux      |                                                                          | 44° 51′ 43″ nord, 3° 19′ 06″ est | « PA00103933 » | Inscrit        | 1986            | Chapelle de Roc-Saint-Pierre                                       |
| Église Notre-Dame-de-la-Salette de Saint-Privat-de-Vallongue       | Saint-Privat-de-Vallongue  |                                                                          | 44° 16′ 48″ nord, 3° 50′ 23″ est | « PA00103934 » | Inscrit        | 1979            | Église Notre-Dame-de-la-Salette de Saint-Privat-de-Vallongue       |
| Château de Saint-Saturnin                                          | Saint-Saturnin             |                                                                          | 44° 24′ 44″ nord, 3° 11′ 19″ est | « PA00135398 » | Classé         | 1995            | Château de Saint-Saturnin                                          |
| Croix de Serverette                                                | Serverette                 |                                                                          | 44° 42′ 12″ nord, 3° 23′ 16″ est | « PA00103936 » | Inscrit        | 1926            | Croix de Serverette                                                |
| Église Saint-Jean de Serverette                                    | Serverette                 |                                                                          | 44° 42′ 15″ nord, 3° 23′ 13″ est | « PA00103935 » | Classé         | 1932            | Église Saint-Jean de Serverette                                    |
| Château de la Grange                                               | Servières                  |                                                                          | 44° 36′ 10″ nord, 3° 24′ 40″ est | « PA48000008 » | Inscrit        | 1999            | Château de la Grange                                               |
| Château de Salgas                                                  | Vebron                     |                                                                          | 44° 15′ 23″ nord, 3° 35′ 03″ est | « PA00103941 » | Inscrit        | 1991            | Château de Salgas                                                  |
| Ancienne mine de plomb argentifère du Bocard                       | Vialas                     | Route du Col de la Banette                                               | 44° 19′ 37″ nord, 3° 53′ 28″ est | « PA48000021 » | Inscrit        | 2014            | Image manquante Téléverser                                         |
| Maison gothique                                                    | Villefort                  | Rue de l'Église                                                          | 44° 26′ 18″ nord, 3° 55′ 58″ est | « PA00125499 » | Inscrit        | 1993            | Image manquante Téléverser                                         |